# Sobarocephala brasiliensis
Sobarocephala brasiliensis är en tvåvingeart som beskrevs av Soos 1965. Sobarocephala brasiliensis ingår i släktet Sobarocephala och familjen träflugor. Inga underarter finns listade i Catalogue of Life.